# Католический вестник Русской епархии византийско-славянского обряда в Маньчжурии
«Католический вестник Русской епархии византийско-славянского обряда в Маньчжурии» (Оригинальное название: "Католический Вѣстник" Русской Епархии Византийско-Славянскаго обряда в Маньчжурии выходит 1-го числа каждаго мѣсяца), (фр.  Katolicheskii vestnik Russkoi eparkhii vizantiisko-slavianskogo obriada v Man'chzhurii) — ежемесячный журнал, официальный орган Русской епархии византийско-славянского обряда в Маньчжурии. Издавался в Харбине на русском языке с 1931 года по 1941 год. Печатался в типографии "Хуа-фын”.

## Издание
Предшественником издания был ежемесячник «Крестный путь», выходивший в Харбине в 1927 году — 1928 году, далее основанный в 1928 году Апостольский экзархат Харбина для русских католиков восточного обряда возглавил архимандрит Фабиан Абрантович, при нем началась активное использование печатных средств, среди которых были книги и периодика, 1 (14 октября) 1931 года вышел первый номер Католического вестника, издававшийся ежемесячно с некоторыми перерывами, вызванными политическими причинами, в 1932 году журнал вышел с названием «Католический вестник Русской епархии византийско-славянского обряда в Китае», в 1934 году японские оккупационные власти не давали ему выходить в течение 10 месяцев, с началом Второй мировой войны журнал стал выходить не периодически, окончательно закрыт в 1941 году.

## Редакторы
- 1931—1935 годы — Павел Портнягин
- С 1936 года — Владимир Мажонас
- Выпускающий редактор — Косма Найлович

## Разделы и характер публикаций
Темы апологетики, сравнительного и догматического богословия, церковно-исторические материалы, литургическая практика Восточной Церкви, сведения из повседневной жизни общины, отражающие также события русской диаспоры в Харбине и Китае и заметки о русских католиках в Италии, Франции, последних событиях в жизни Католической Церкви и в русской эмиграции.
Редакция журнала выпускала также книги и брошюры на русском языке: Евангелия, молитвенники, катехизисы, произведения исторического содержания и просветительскую литературе. В каждом номере «Католического вестника» давался анонс на выходившие или находящиеся на складе издательства книги.

## Известные авторы
- Князь Александр Волконский — католический священник
- Князь Петр Волконский — историк
- Поэт Вячеслав Иванов
- Полковник Иосиф Ильин — автор военных мемуаров
- Евграф Ковалевский — политический и общественный деятель
- Диодор Колпинский — священник
- Иоанн Кудрин — старообрядческий протоиерей
- Александр Сипягин — протоиерей
- Граф Станислав Тышкевич — иезуит
- Граф Георгий Павлович Беннигсен (1879—1962) — капитан, генеральный секретарь Общества помощи русским беженцам
- Полковник Владимир Васильевич Власов фон Вальденберг — секретарь Лицея св. Николая в Харбине